# Chillington (Devon)
Chillington – wieś w Anglii, w hrabstwie Devon, w dystrykcie South Hams. Leży 52 km na południe od miasta Exeter i 286 km na południowy zachód od Londynu.